# Мухаммад Фазиль Ланкарани
Великий аятолла Мохаммад Фазель Ленкорани (1931 — 16 июня 2007) — иранский шиитский марджа, ученик великого аятоллы Боруджерди.

## Биография и религиозная деятельность
Ленкорани родился в Куме, Иран. Его отец был талышом уроженцем Советского Азербайджана, учился в эн-Наджафе и Куме. После обучения он решил не возвращаться на родину, а поселился в последнем. Мать Мохаммада, Сайед Ленкорани, была персидского происхождения, свободно владела арабским, азербайджанским, персидским и русским языками.
Ланкарани получил свой иджтихад, разрешение на независимое толкование юридических источников (Коран и Сунна), от аятоллы Боруджерди в возрасте 25 лет.
После смерти аятоллы Хомейни великого аятоллу Фазеля Ланкарани объявили наиболее знающим специалистом в области исламского права (Марджа ат-таклид) центральной шиитской школы религиоведения в Куме, Хауза Ильмийа. На момент смерти он был одним из семи великих аятолл Ирана. Его Resalah, книга, включающая его интерпретацию исламских законов по различным темам, доступна на арабском, английском, персидском, турецком и других языках. Ланкарани преподавал в области толкования исламского права (фикха) и усуль аль-фикха в течение последних 25 лет своей жизни.
Как великий шиитский аятолла, он получал щедрые пожертвования от своих многочисленных последователей. По словам автора Хумана Маджда, «один из помощников Ленкорани» сказал ему, что «примерно десять миллионов долларов в месяц поступают» в казну Ленкорани «только от его сторонников».
Фазиль Ленкорани был решительным сторонником аятоллы Хомейни, до иранской революции его несколько раз заключали в тюрьму. После иранской революции он был членом Совета экспертов, ведущего религиозного органа Ирана.
Поскольку его состояние здоровья ухудшилось, он переехал из священного города Кум в Тегеран, а затем в Лондон, чтобы пройти курс лечения, а затем в пятницу 15 июня 2007 года он переехал в Кум и скончался в субботу, 16 июня 2007 года.

## Взгляды и фетвы
В политическом плане Ленкорани следовал традициям Исламской Республики в критике западной коррупции в исламском мире.
Фазель Ленкорани поддержал фетву аятоллы Хомейни, призывающую к смерти Салмана Рушди после публикации «Сатанинских стихов» в 1989 году, и призвал мусульман убить этого автора. Он (вместе с некоторыми другими высокопоставленными священнослужителями) продолжал называть убийство Рушди «долгом» для всех мусульман, хотя само иранское правительство прекратило это делать в результате компромисса с британским правительством в 1998 году. В 1998 году Ленкорани призвал иранское правительство сделать «все возможное» для защиты шиитов в Афганистане, который, по сообщениям, находился под угрозой со стороны талибов .
Ленкорани также издал фетву, призывающую к смерти другого автора, Рафика Таги, азербайджанского писателя, и редактора Таги, Самира Садаггтоглу, которые были обвинены в критике ислама . Сочинения Таги вызвали недавние демонстрации у посольства Азербайджана в Тегеране . Согласно иранским и исламским законам, эти приговоры применяются только в том случае, если какое-либо лицо свободно и преднамеренно въезжает в Иран и подчиняется властям. Возможно, связанный с фетвой, Рафик Таги скончался в бакинской больнице 19 ноября 2011 года после того, как получил семь ножевых ранений.
Ленкорани твердо верил в разделение полов и выступал против заявления президента Ахмадинежада о том, что женщины имеют право посещать футбольные матчи на стадионах, несмотря на то, что они будут видеть футболистов-мужчин. Он, как известно, неделями отказывался от встречи с президентом Ахмадинежадом в начале 2007 года после того, как президент попытался открыть футбольные соревнования для женщин. Ленкорани также был категорически против присоединения Ирана к CEDAW . Когда парламент (иранские меджлисы) собирался обсудить подписание и ратификацию CEDAW, он объявил, что присоединение к CEDAW и движение к гендерному равенству будут противоречить исламским ценностям.
Он является одним из алимов, подписавших Амманское послание, которое дает широкую основу для определения мусульманской толерантности.